# George Butterworth (tennista)
George Montagu Butterworth (Gloucestershire, 12 maggio 1858 – Dorking, 12 dicembre 1941) è stato un tennista e rugbista a 15 britannico.

## Biografia
Era figlio secondogenito del reverendo George Butterworth; suo fratello maggiore era Alexander Kaye Butterworth, a sua volta tennista.
Partecipò alle prime edizioni del torneo di Wimbledon, giungendo in semifinale nel singolare mschile del 1880 ma venendo sconfitto infine da Herbert Lawford (2-6, 3-6, 3-6). Partecipò anche al primo doppio maschile nel 1884 in coppia con Wilfred Milne, ma venendo eliminato al secondo turno dai fratelli William ed Ernest Renshaw, futuri campioni (6-4, 6-3, 5-7, 2-6, 2-6). Negli stenni anni si interessò anche di rugby, giocando per il Clifton Rugby Football Club.
Di professione avvocato, continuò a praticare sport amatoriale fino in tarda età. Ebbe un unico figlio, Hugh Butterworth, noto diarista, e un nipote omonimo, George Butterworth, rinomato compositore, entrambi morti durante la prima guerra mondiale. Si trasferì per alcuni anni in Nuova Zelanda, ma durante la Grande Guerra tornò in Europa e fu impiegato nella Croce Rossa sul fronte occidentale. Morì nel 1941.